# Késő Géza
Késő Géza Péter (Hegyi, 1919. február 25. – Érd, 2003. január 31.) mérnök, az Érd Közszolgálatáért díj birtokosa (2000). 1947-ben ő dolgozta ki a Kádár-rendszer idején rohamosan növekvő lakosságú Érd község fogalomkörös utcanév-rendszerét. Magyarországon máig egyedülálló urbanisztikai teljesítménye az érdi értéktár (érdikumok) részét képezi.
Hegyi községben született, elemi iskoláit Dobóruszkán végezte, Késmárkon járt német nyelvű gimnáziumba. Egyetemi tanulmányait  a budapesti Műegyetem vegyész szakán kezdte (az első féléves vizsgáit még német nyelven tette le külön bizottság előtt, mivel nem ismerte a magyar szakkifejezéseket) és kultúrmérnökként fejezte be. Érdre 1944 szeptember végén költözött.  Rövid ideig Németországban kényszerült dolgozni. A kultúrmérnöki diploma megszerzése és a németországi kitérő után Érd tanácsában – mai szóval: önkormányzatában – dolgozott mérnökként. Az 50-es évek közepén a Pest-megyei Kőbánya és Útépítő Vállalatnál  az útépítések kivitelezési munkáiban vett részt. Majd néhány évig a Pest megyei Tanácsi Tervező Vállalatnál tervező mérnökként dolgozott .  A kitérők után ismét visszatért Érdre , mint fejlesztési főmérnök tevékenyen részt vállalt Érd infrastruktúrájának fejlesztésében (közművek, utak tervezésében). Az Érdi Vízmű Társulat alapító tagja Az új évezredben hasonló program névadója lett.
A mérnökről Domonkos Béla szobrászművész 1990-ben mellszobrot formázott, alkotása a Liget Termál Szállóban volt látható.

## Érd utcanév-rendszere
A második világháború után Diósd egyes részeit visszacsatolták Érdhez. A város utcái ad hoc módon kerültek elnevezésre, azonos nevű és névtelen közterületek is előfordultak. Késő Géza háromféle javaslattal is előállt a probléma orvoslására:
1. gyűjtőfogalmi (fogalomkörös) rendszer,
2. azonos kezdőbetűs rendszer egy kerületen belül,
3. számozott utcás rendszer.

A község képviselő-testülete az első variációt fogadta el, azzal a kitétellel, hogy a kerületeken belül is ábécérendben kövessék egymást a párhuzamos utcák. Ahol voltak korábban utcanevek, megtartották azokat, amelyek illettek a kialakítandó rendszerbe, de például Postástelepen a militáns Horthy-korszakra utaló neveket kivétel nélkül átnevezték. Párhuzamos, egymás melletti utcák például a lányneves körzetben – akkor Erzsébetváros, ma Újfalu – az Adél, Angyalka, Antónia, Aranka, Bella, Berta, és így tovább. Kivételt képeztek a szabályozás alól a kerületeket egymástól elválasztó főútvonalak: Balatoni út, Budai út, Budafoki út, Diósdi út. Sóskúti út, Tárnoki út. Ezáltal Késő tizenegy kerületre osztotta fel a nagy kiterjedésű községet (Érd csak 1979. január 1-jén kapott városi rangot).

## Urbanisztikai bibliográfiája
Késő következő kéziratait az érdi városi könyvtár állományában őrzik:
- Érd múltja és jelene; Adatok Érd község történetéhez; Utcanevek elemzése. Érd : [kiadó nélkül], 1953. 20 p. ; 30 cm + 1 térk. mell.
- Érd tér- és utcaelnevezésének rendszere. Érd : [kiadó nélkül], 1948. 28 p. ; 30 cm.
- Érd nagyközség kerületi beosztásának és utcaelnevezésének terve. Érd : [kiadó nélkül], 1948. 28 p. ; 30 cm.